# Superliga 2016-2017 (Slovacchia)
La Superliga 2016-2017 (chiamata anche Fortuna Liga 2016-2017 per motivi di sponsorizzazione) è stata la ventiquattresima edizione del campionato slovacco di calcio. La stagione è iniziata il 16 luglio 2016 e si è conclusa il 27 maggio 2017.

## Stagione

### Novità
Il MFK Skalica è stato retrocesso dopo essersi classificato all'ultimo posto nella stagione precedente: al suo posto è stato promosso il 1. FC Tatran Prešov, vincitore della seconda divisione.

### Regolamento
Le 12 squadre si affrontano in gironi di andata-ritorno-andata, per un totale di 33 giornate.

La squadra campione di Slovacchia si qualificherà per il secondo turno di qualificazione della UEFA Champions League 2017-2018.

La seconda e la terza classificata si qualificheranno per il primo turno della UEFA Europa League 2017-2018.

L'ultima classificata retrocederà direttamente in 1. Slovenská Futbalová Liga.

## Squadre partecipanti
| Club                | Città           | Stadio                     | Posizione 2015-2016                     |
| ------------------- | --------------- | -------------------------- | --------------------------------------- |
| AS Trenčín          | Trenčín         | Štadión na Sihoti          | Campione di Slovacchia                  |
| DAC Dunajská Streda | Dunajská Streda | DAC Štadión                | 7º posto in Superliga                   |
| Podbrezová          | Podbrezová      | Štadión MŠK Brezno         | 8º posto in Superliga                   |
| Ružomberok          | Ružomberok      | Štadión MFK Ružomberok     | 6º posto in Superliga                   |
| Senica              | Senica          | Štadión FK Senica          | 10º posto in Superliga                  |
| Slovan Bratislava   | Bratislava      | Stadio Pasienky            | 2º posto in Superliga                   |
| Spartak Myjava      | Myjava          | Futbalový Štadión Myjava   | 3º posto in Superliga                   |
| Spartak Trnava      | Trnava          | Stadio Antona Malatinského | 4º posto in Superliga                   |
| Tatran Prešov       | Prešov          | Tatran Stadion             | 1º posto in 1. Slovenská Futbalová Liga |
| ViOn Z.M.           | Zlaté Moravce   | Štadión FC ViOn            | 9º posto in Superliga                   |
| Žilina              | Žilina          | Štadión pod Dubňom         | 5º posto in Superliga                   |
| Zemplín Michalovce  | Michalovce      | Zemplin Stadium            | 11º posto in Superliga                  |

## Classifica finale
|                       | Pos. | Squadra             | Pt | G  | V  | N  | P  | GF | GS | DR  |
| --------------------- | ---- | ------------------- | -- | -- | -- | -- | -- | -- | -- | --- |
| Slovacchia (bandiera) | 1.   | Žilina              | 73 | 30 | 23 | 4  | 3  | 82 | 25 | +57 |
|                       | 2.   | Slovan Bratislava   | 57 | 30 | 18 | 3  | 9  | 54 | 34 | +20 |
|                       | 3.   | Ružomberok          | 52 | 30 | 15 | 7  | 8  | 55 | 38 | +17 |
|                       | 4.   | AS Trenčín          | 47 | 30 | 14 | 11 | 5  | 53 | 48 | +5  |
|                       | 5.   | Podbrezová          | 45 | 30 | 12 | 9  | 9  | 34 | 31 | +3  |
|                       | 6.   | Spartak Trnava      | 43 | 30 | 12 | 7  | 11 | 34 | 37 | -3} |
|                       | 7.   | DAC Dunajská Streda | 42 | 30 | 10 | 12 | 8  | 37 | 34 | +3  |
|                       | 8.   | Zemplín Michalovce  | 29 | 30 | 8  | 5  | 13 | 35 | 55 | -20 |
|                       | 9.   | Senica              | 28 | 30 | 7  | 7  | 16 | 25 | 35 | -10 |
|                       | 10.  | ViOn Z.M.           | 22 | 30 | 5  | 7  | 19 | 29 | 55 | -26 |
|                       | 11.  | Tatran Prešov       | 19 | 30 | 3  | 10 | 17 | 17 | 63 | -46 |
|                       | 12.  | Spartak Myjava      | 0  | 0  | 0  | 0  | 0  | 0  | 0  | 0   |

Legenda:

      Campione di Slovacchia e ammessa alla UEFA Champions League 2017-2018
      Ammesse alla UEFA Europa League 2017-2018
      Retrocesse in 2. Slovenská Futbalová Liga 2017-2018